# EDM Arms Windrunner
Le Windrunner M96 est un fusil à verrou conçu en 1996 par le concepteur américain d'armes à feu William Ritchie et fabriqué par sa société EDM ARMS. Il est chambré pour .50 BMG, et une variante désignée M98 est chambrée pour .338 Lapua Magnum. Alimenté par un chargeur, il a été conçu pour pouvoir être séparé en plusieurs pièces en moins d'une minute. Le fusil Windrunner a également été produit sous licence par CheyTac en 2001 et est vendu sous le nom de CheyTac M200 Intervention en .408 et .375 Cheytac. 
Le Windrunner M96 a été présenté dans un article sur les fusils .50 BMG dans le numéro de janvier 2003 de Law Enforcement Technology.[réf. nécessaire]
En 2012, EDM ARMS avait déjà produit plus de 3 000 fusils Windrunner, avec des ventes dans le monde entier. Des armes de ce type ont été utilisés par les forces américaines en Afghanistan et en Irak. [réf. nécessaire]
Le M96 en calibre .50 BMG est le modèle ayant le plus de succès commercial malgré un prix élevé de 7 750 US $.

## EDM ARMS, Inc. en général
EDM ARMS, Inc. possède deux sites de productions : une à Hurricane dans l'Utah et une autre à Chino Valley en Arizona.
Le fondateur Bill Ritchie est décédé le 5 novembre 2016.
Les modèles suivants sont actuellement fabriqués par EDM ARMS :
- Modèle 12 .308 Winchester - 7,62 mm OTAN
- Modèle 98 .338 Lapua
- Modèle XM Series 408 Cheytac
- Modèle 96 .50 BMG
- Modèle 96 .50 DTC Cal. Légal

L'année 2012 représente un autre tournant historique pour EDM ARMS, avec la présentation officielle du M12 (Model 12 - Modèle 12). Le M12 est désigné MFG à Chino Valley, Arizona, USA. Disponible en .308 Winchester (7.62 OTAN), et .223 Remington. Ces nouveaux fusils sont usinés CNC à partir d'un acier spécial (désignation américaine "hardened 4130 QT chromoly".)
On remarque ainsi que tous les désignations des modèles représentent l'année au cours de laquelle ils ont été développés et mis en production.